# Boitzturm

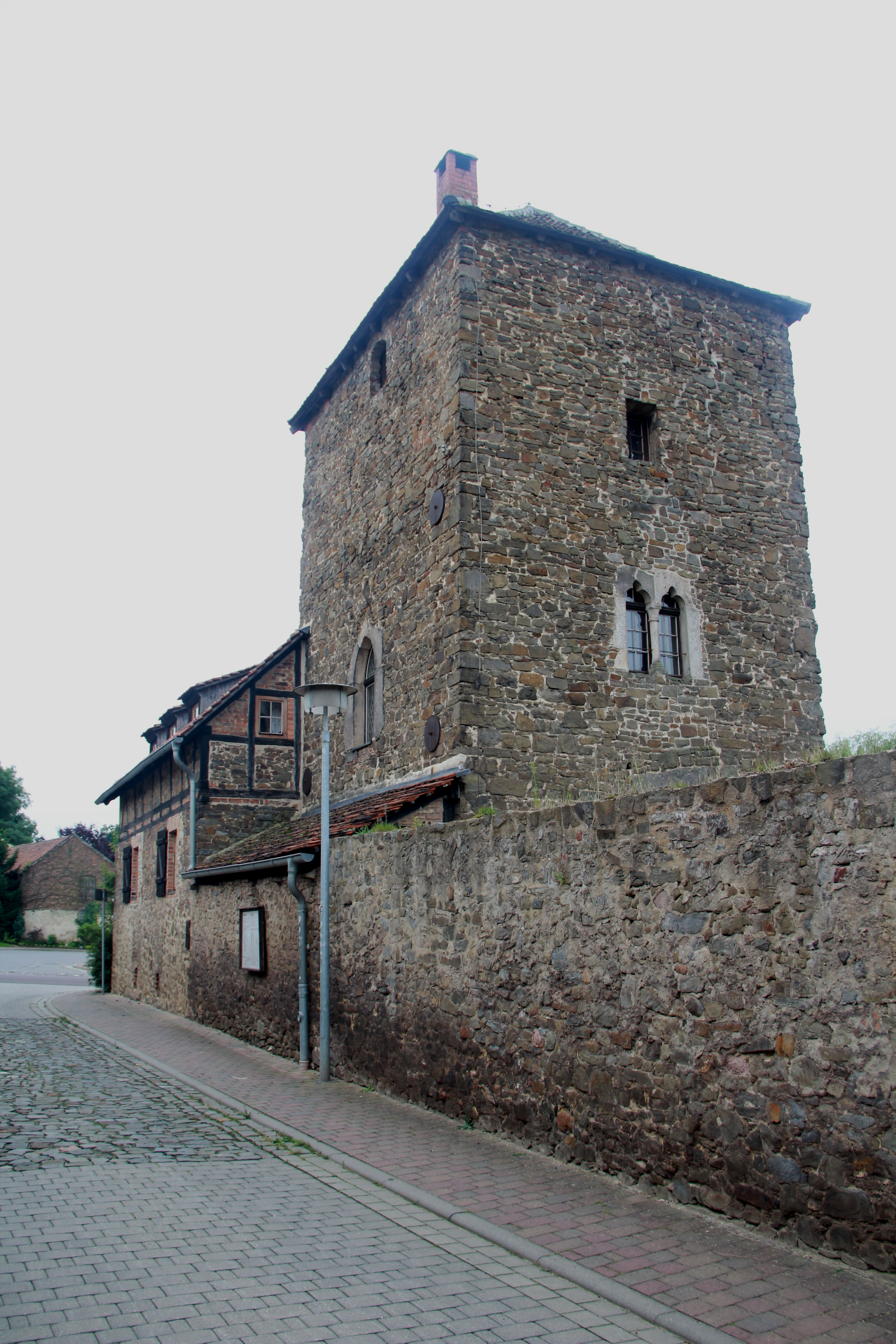
Blick von Norden, Boitzgasse, Sommer 2014

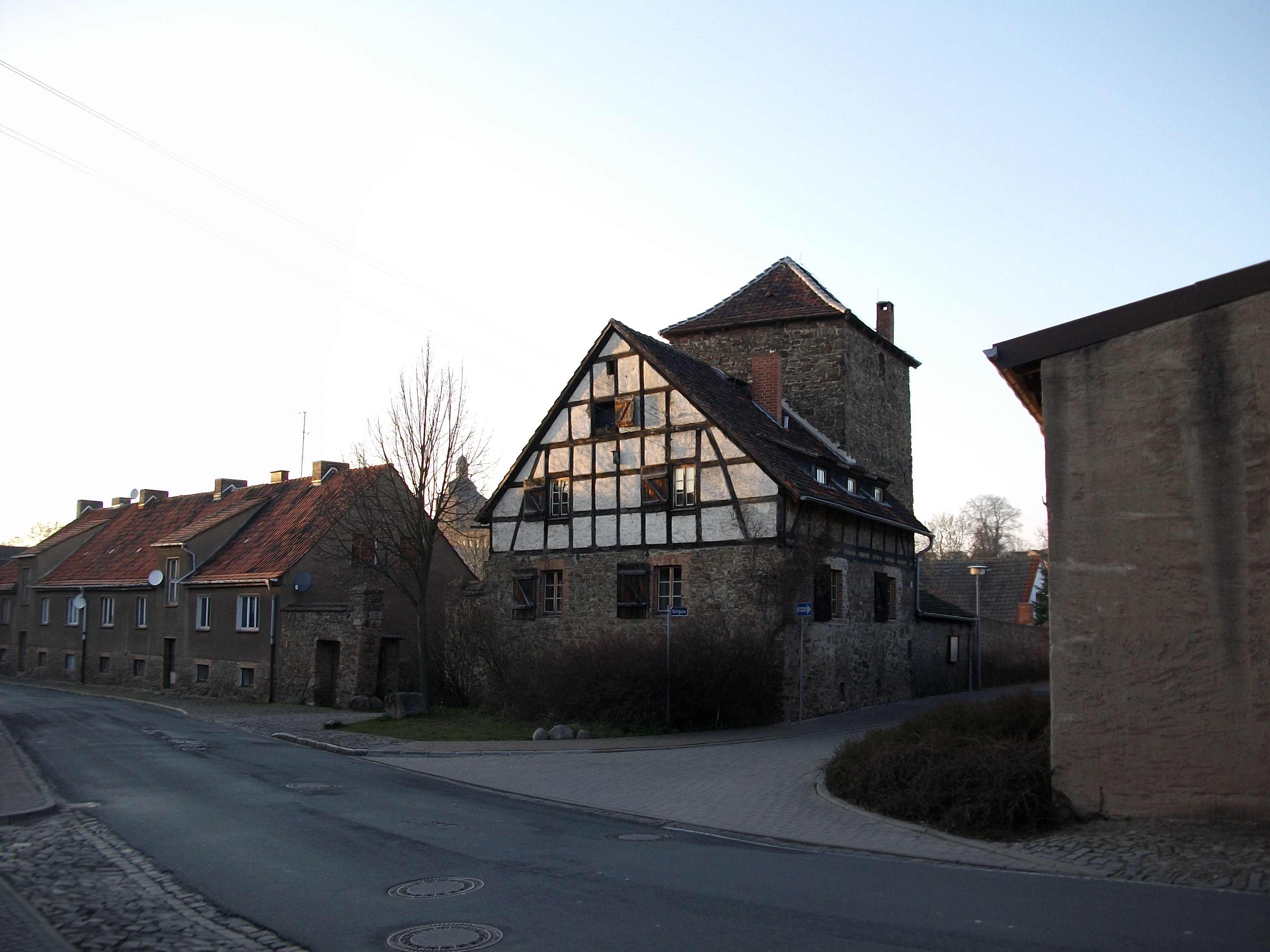
Blick von der Hauptstraße, Frühjahr 2009

Der Boitzturm im Haldensleber Stadtteil Hundisburg ist ein frühgotischer Wohnturm eines Hundisburger Burgmannengeschlechts. Im örtlichen Denkmalverzeichnis ist der Turm an der Hauptstraße 38b als besonders herausragendes Denkmal aus der Frühzeit der Hundisburg eingetragen.

## Geschichte
Aus dem Jahr 1266 stammt ein erster Hinweis auf das Vorhandensein von Hundisburger Burgmannen, deren Aufgabe der Schutz der Burg war. Im Jahr 1323 wird in dem Zusammenhang erstmals der Familienname Botze genannt, der später zu Boitz abgewandelt wird. Das Geschlecht starb 1577 aus. Ursprünglich gab es sechs Burgmannenhöfe mit Wehrtürmen in Hundisburg, die von regionalen Adelsfamilien bemannt waren. Diese freien Burggüter wurden zum Ausgangspunkt der späteren Siedlung, vor allem, als das nahegelegene Dorf Nordhusen wüst fiel. Erhalten ist nur noch der Boitzturm.
Der wehrhafte Wohnturm wurde in der zweiten Hälfte des 13. Jahrhunderts errichtet. Zum Turm gehörte ein Wirtschaftshof. Die Anlage liegt etwa 250 Meter südostwärts vom Schloss (der ehemaligen Burg), unterhalb des Burgberges. Das Hofareal wurde im Rahmen der Anlage des Unterhofes und der Boitzgasse nach 1860 stark umgebaut. Turm und Anbau sind heute in Privatbesitz, werden zu Wohnzwecken genutzt und als Ferienwohnung vermietet.

## Architektur
Der aus Bruchstein errichtete Turm ist quadratisch und mehrgeschossig. Im Keller befindet sich ein Kappengewölbe, das darüber liegende Stockwerk hat ein Tonnengewölbe, die zwei weiteren verfügen je über etwa 1660 eingezogene Flachdecken. Ursprünglich befand sich im zweiten Obergeschoss der Eingang zum Turm; noch heute mit Spitzbogen vorhanden. Dieses frühere, repräsentative Wohngeschoss (Rittersaal) ist mit Kamin und Schmuckfenstern versehen. Hier befinden sich zwei Biforenfenster mit Kleeblattbögen. Dank Tonnengewölbe und Sperrriegelverschlüssen zu den unteren Geschossen war es sicherer Zufluchtsort. Das überdachte Obergeschoss verfügte ursprünglich über Zinnen. Am Wohnturm sind außerdem Schlitzfenster und Reste eines Aborterkers erkennbar. An der Ostseite des Turmes ist ein im 19. Jahrhundert errichtetes Gebäude in Bruchstein mit Fachwerkaufsatz angelehnt, es diente zunächst als Speicher und wird heute bewohnt.